# Csaba Csizmadia
Csaba Csizmadia (Târgu Mureș, 30 maggio 1985) è un allenatore di calcio ed ex calciatore rumeno naturalizzato ungherese.

## Caratteristiche tecniche

### Giocatore
Csizmadia era un difensore polivalente in possesso di discreti mezzi fisici, in grado di giocare sia da terzino destro che da centrale di difesa.

## Carriera

### Giocatore

#### Club
Muove i suoi primi passi nelle giovanili del Târgu Mureș, per poi approdare in Ungheria al Kecskemét.
Esordì nel massimo campionato ungherese con la maglia del Videoton, rimanendovi fino al 2006 e disputando 69 partite e 9 gol. Nel 2006 si trasferì in Austria, per vestire la maglia del Mattersburg, squadra di massima serie, nelle cui file rimase fino al gennaio del 2009, collezionando 65 presenze e 4 gol.
Il 31 gennaio 2009 approda in Italia - in Serie B - al Grosseto. Esordisce con i biancorossi - alla prima partita utile - il 7 febbraio 2009 in Grosseto-Sassuolo (1-2). Viene poi sostituito al 10' della ripresa da Andrea Capone. Il 13 maggio 2009 rescinde il contratto che lo legava alla squadra maremmana.
Il 27 giugno 2009 si accasa in Croazia allo Slaven Belupo. Esordisce con la squadra croata il 2 luglio seguente contro il Birkirkara, partita - valida per il primo turno preliminare di Europa League - decisa da una sua rete. Dopo sei mesi si trasferisce al Ferencváros, facendo ritorno in patria. Il 20 luglio 2015 passa al Floridsdorfer. In precedenza aveva militato nel Gyirmót, in seconda serie, e nel Lombard Pápa.

#### Nazionale
Esordisce con la selezione magiara il 6 febbraio 2007 contro il Cipro in amichevole. In totale ha disputato 12 incontri con la nazionale ungherese.

### Allenatore
Nel 2018 si ritira, assumendo la guida tecnica del Budafok. Il 22 agosto 2022 viene sollevato dall'incarico dopo una serie di risultati negativi.

## Statistiche

### Presenze e reti nei club
Statistiche aggiornate al 30 giugno 2019.
| Stagione            | Squadra             | Campionato          | Campionato | Campionato | Coppe nazionali | Coppe nazionali | Coppe nazionali | Coppe continentali | Coppe continentali | Coppe continentali | Altre coppe | Altre coppe | Altre coppe | Totale | Totale |
| Stagione            | Squadra             | Comp                | Pres       | Reti       | Comp            | Pres            | Reti            | Comp               | Pres               | Reti               | Comp        | Pres        | Reti        | Pres   | Reti   |
| ------------------- | ------------------- | ------------------- | ---------- | ---------- | --------------- | --------------- | --------------- | ------------------ | ------------------ | ------------------ | ----------- | ----------- | ----------- | ------ | ------ |
| 2003-2004           | Kecskemét           | NB II               | 17         | 0          | MK              | 0               | 0               | -                  | -                  | -                  | -           | -           | -           | 17     | 0      |
| 2004-2005           | Videoton            | NB I                | 24         | 1          | MK              | 0               | 0               | -                  | -                  | -                  | -           | -           | -           | 24     | 1      |
| 2005-2006           | Videoton            | NB I                | 28         | 6          | MK              | 2               | 1               | -                  | -                  | -                  | -           | -           | -           | 30     | 7      |
| 2006-gen. 2007      | Videoton            | NB I                | 17         | 2          | MK              | 0               | 0               | CU                 | 4                  | 0                  | SU          | 2           | 0           | 23     | 1      |
| Totale Videoton     | Totale Videoton     | Totale Videoton     | 69         | 9          |                 | 2               | 1               |                    | 4                  | 0                  |             | 2           | 0           | 77     | 10     |
| gen.-giu. 2007      | Mattersburg         | BL                  | 13         | 1          | CA              | 3               | 2               | CU                 | -                  | -                  | -           | -           | -           | 16     | 3      |
| 2007-2008           | Mattersburg         | BL                  | 32         | 2          | -               | -               | -               | CU                 | 4                  | 1                  | -           | -           | -           | 36     | 3      |
| 2008-gen. 2009      | Mattersburg         | BL                  | 20         | 1          | CA              | 3               | 0               | -                  | -                  | -                  | -           | -           | -           | 23     | 1      |
| Totale Mattersburg  | Totale Mattersburg  | Totale Mattersburg  | 65         | 4          |                 | 6               | 2               |                    | 4                  | 1                  |             | -           | -           | 75     | 7      |
| gen.-giu. 2009      | Grosseto            | B                   | 5          | 0          | CI              | -               | -               | -                  | -                  | -                  | -           | -           | -           | 5      | 0      |
| 2009-gen. 2010      | Slaven Belupo       | 1.HNL               | 15         | 2          | CC              | 1               | 0               | UEL                | 6                  | 2                  | -           | -           | -           | 22     | 4      |
| gen.-giu. 2010      | Ferencváros         | NB I                | 14         | 0          | MK+CdL          | 0+1             | 0               | -                  | -                  | -                  | -           | -           | -           | 15     | 0      |
| 2010-2011           | Ferencváros         | NB I                | 29         | 1          | MK+CdL          | 4+0             | 1               | -                  | -                  | -                  | -           | -           | -           | 33     | 2      |
| 2011-gen. 2012      | Ferencváros         | NB I                | 9          | 0          | MK+CdL          | 1+3             | 1+0             | UEL                | 2                  | 0                  | -           | -           | -           | 15     | 1      |
| Totale Ferencváros  | Totale Ferencváros  | Totale Ferencváros  | 52         | 1          |                 | 9               | 2               |                    | 2                  | 0                  |             | -           | -           | 63     | 3      |
| gen.-giu. 2012      | Gyirmót             | NB II               | 13         | 1          | MK+CdL          | -               | -               | -                  | -                  | -                  | -           | -           | -           | 13     | 1      |
| 2012-2013           | Gyirmót             | NB II               | 30         | 0          | MK+CdL          | 2+4             | 0               | -                  | -                  | -                  | -           | -           | -           | 36     | 0      |
| 2013-gen. 2014      | Gyirmót             | NB II               | 0          | 0          | MK+CdL          | 0               | 0               | -                  | -                  | -                  | -           | -           | -           | 0      | 0      |
| Totale Gyirmót      | Totale Gyirmót      | Totale Gyirmót      | 43         | 1          |                 | 6               | 0               |                    | -                  | -                  |             | -           | -           | 49     | 1      |
| gen.-giu. 2014      | Lombard Pápa        | NB I                | 12         | 2          | MK+CdL          | 2+2             | 1+0             | -                  | -                  | -                  | -           | -           | -           | 16     | 4      |
| 2014-2015           | Lombard Pápa        | NB I                | 30         | 2          | MK+CdL          | 0+3             | 0               | -                  | -                  | -                  | -           | -           | -           | 33     | 2      |
| Totale Lombard Pápa | Totale Lombard Pápa | Totale Lombard Pápa | 42         | 4          |                 | 7               | 1               |                    | -                  | -                  |             | -           | -           | 49     | 5      |
| 2015-gen. 2016      | Floridsdorfer       | EL                  | 15         | 1          | CA              | 1               | 0               | -                  | -                  | -                  | -           | -           | -           | 16     | 1      |
| gen.-giu. 2016      | Budafok             | NB III              | 15         | 2          | MK              | -               | -               | -                  | -                  | -                  | -           | -           | -           | 15     | 2      |
| 2016-2017           | Budafok             | NB III              | 24         | 6          | MK              | 7               | 2               | -                  | -                  | -                  | -           | -           | -           | 31     | 8      |
| 2017-2018           | Budafok             | NB II               | 37         | 7          | MK              | 3               | 1               | -                  | -                  | -                  | -           | -           | -           | 40     | 8      |
| 2018-2019           | Budafok             | NB II               | 1          | 0          | MK              | 0               | 0               | -                  | -                  | -                  | -           | -           | -           | 1      | 0      |
| Totale Budafok      | Totale Budafok      | Totale Budafok      | 77         | 15         |                 | 10              | 3               |                    | -                  | -                  |             | -           | -           | 87     | 18     |
| Totale carriera     | Totale carriera     | Totale carriera     | 413        | 38         |                 | 42              | 9               |                    | 16                 | 3                  |             | 2           | 0           | 473    | 50     |

### Cronologia presenze e reti in Nazionale
| Cronologia completa delle presenze e delle reti in nazionale ― Ungheria | Cronologia completa delle presenze e delle reti in nazionale ― Ungheria | Cronologia completa delle presenze e delle reti in nazionale ― Ungheria | Cronologia completa delle presenze e delle reti in nazionale ― Ungheria | Cronologia completa delle presenze e delle reti in nazionale ― Ungheria | Cronologia completa delle presenze e delle reti in nazionale ― Ungheria | Cronologia completa delle presenze e delle reti in nazionale ― Ungheria | Cronologia completa delle presenze e delle reti in nazionale ― Ungheria |
| Data                                                                    | Città                                                                   | In casa                                                                 | Risultato                                                               | Ospiti                                                                  | Competizione                                                            | Reti                                                                    | Note                                                                    |
| ----------------------------------------------------------------------- | ----------------------------------------------------------------------- | ----------------------------------------------------------------------- | ----------------------------------------------------------------------- | ----------------------------------------------------------------------- | ----------------------------------------------------------------------- | ----------------------------------------------------------------------- | ----------------------------------------------------------------------- |
| 6-2-2007                                                                | Limassol                                                                | Cipro                                                                   | 2 – 1                                                                   | Ungheria                                                                | Amichevole                                                              | -                                                                       | 25’                                                                     |
| 7-2-2007                                                                | Limassol                                                                | Ungheria                                                                | 2 – 0                                                                   | Lettonia                                                                | Amichevole                                                              | -                                                                       |                                                                         |
| 24-3-2007                                                               | Podgorica                                                               | Montenegro                                                              | 2 – 1                                                                   | Ungheria                                                                | Amichevole                                                              | -                                                                       |                                                                         |
| 28-3-2007                                                               | Budapest                                                                | Ungheria                                                                | 2 – 0                                                                   | Moldavia                                                                | Qual. Euro 2008                                                         | -                                                                       |                                                                         |
| 2-6-2007                                                                | Candia                                                                  | Grecia                                                                  | 2 – 0                                                                   | Ungheria                                                                | Qual. Euro 2008                                                         | -                                                                       |                                                                         |
| 22-8-2007                                                               | Budapest                                                                | Ungheria                                                                | 3 – 1                                                                   | Italia                                                                  | Amichevole                                                              | -                                                                       | 74’                                                                     |
| 8-9-2007                                                                | Székesfehérvár                                                          | Ungheria                                                                | 1 – 0                                                                   | Bosnia ed Erzegovina                                                    | Qual. Euro 2008                                                         | -                                                                       | 72’                                                                     |
| 12-9-2007                                                               | Istanbul                                                                | Turchia                                                                 | 3 – 0                                                                   | Ungheria                                                                | Qual. Euro 2008                                                         | -                                                                       |                                                                         |
| 17-10-2007                                                              | Łódź                                                                    | Polonia                                                                 | 0 – 1                                                                   | Ungheria                                                                | Amichevole                                                              | -                                                                       |                                                                         |
| 17-11-2007                                                              | Chișinău                                                                | Moldavia                                                                | 3 – 0                                                                   | Ungheria                                                                | Qual. Euro 2008                                                         | -                                                                       |                                                                         |
| 6-2-2008                                                                | Limassol                                                                | Ungheria                                                                | 1 – 1                                                                   | Slovacchia                                                              | Amichevole                                                              | -                                                                       |                                                                         |
| 26-3-2008                                                               | Zalaegerszeg                                                            | Ungheria                                                                | 0 – 1                                                                   | Slovenia                                                                | Amichevole                                                              | -                                                                       | 80’                                                                     |
| Totale                                                                  |                                                                         | Presenze                                                                | 12                                                                      |                                                                         | Reti                                                                    | 0                                                                       |                                                                         |

## Palmarès

### Club

#### Competizioni nazionali
- Coppa d'Ungheria: 1

Videoton: 2005-2006
- Nemzeti Bajnokság III: 1

Újbuda: 2016-2017 (Gruppo 2)